# Tournoi de Londres de rugby à sept
Le tournoi de Londres de rugby à sept est un tournoi de rugby à sept disputé en Angleterre dans le cadre de la série mondiale de rugby à sept.

## Historique

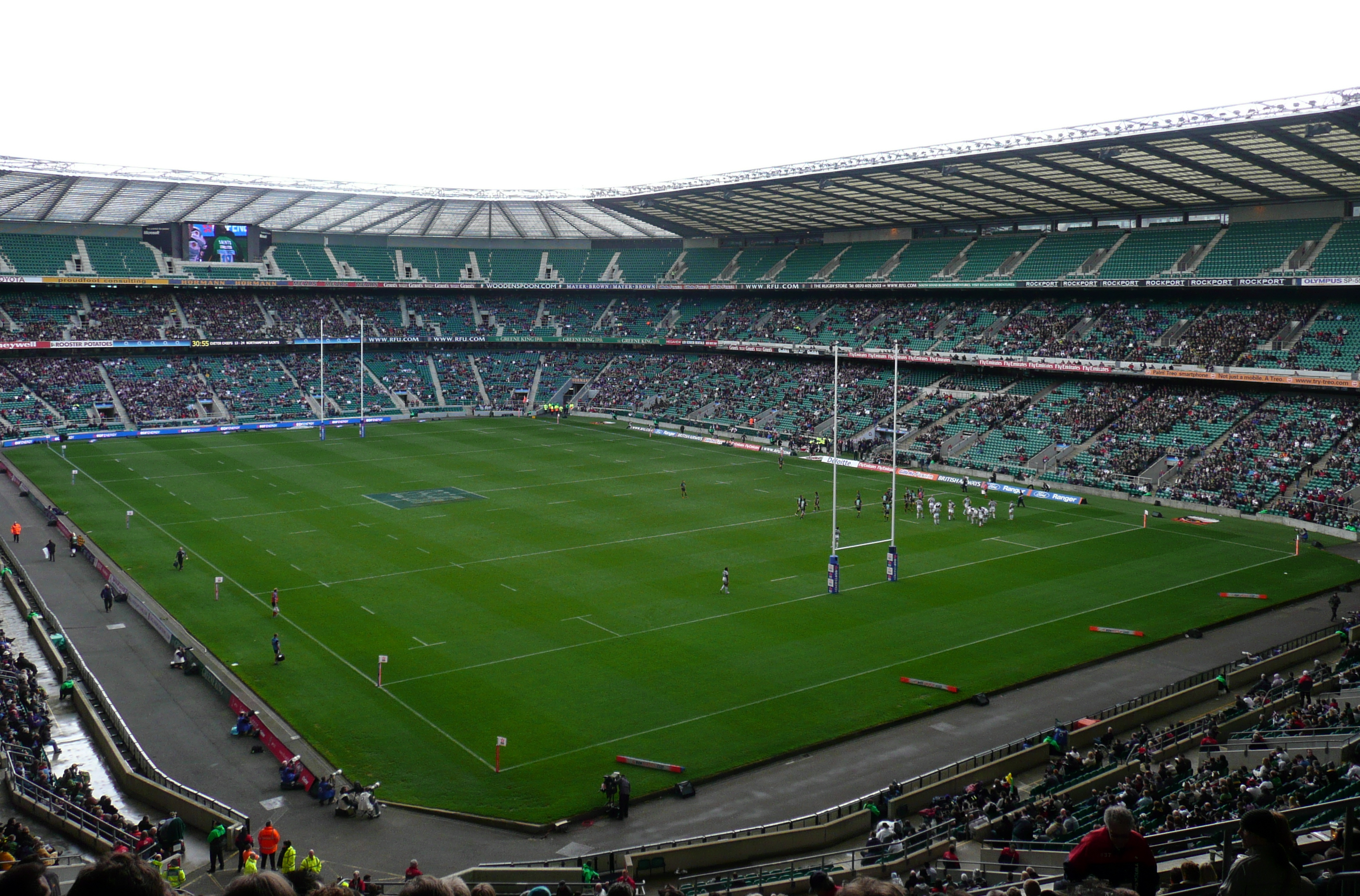
Stade de Twickenham

Les tournois ont lieu depuis la saison 2000-2001 au stade de Twickenham, à Londres. En 2013, l'étape anglaise, la dernière de la saison, sert pour la qualification des équipes permanentes (« final core team qualifier ») pour l'année suivante. Les équipes permanentes, au nombre de 15, sont les équipes qui sont assurées de jouer tous les tournois d'une saison. La saison suivante, ce processus sera simplifié et intégré à l'étape de Hong Kong de la série mondiale.
L'édition 2020 est reportée en raison de la pandémie de Covid-19, puis définitivement annulée.

## Palmarès
| Année     | Stade                        | Cup              | Cup     | Cup              | Plate            | Bowl           | Shield     |
| Année     | Stade                        | Vainqueur        | Score   | Finaliste        | Vainqueur        | Vainqueur      | Vainqueur  |
| --------- | ---------------------------- | ---------------- | ------- | ---------------- | ---------------- | -------------- | ---------- |
| 2000-2001 | stade de Twickenham, Londres | Nouvelle-Zélande | 19 – 12 | Australie        | Afrique du Sud   | Pays de Galles | –          |
| 2001-2002 | stade de Twickenham, Londres | Nouvelle-Zélande | 54 – 14 | Afrique du Sud   | Australie        | France         | Géorgie    |
| 2002-2003 | stade de Twickenham, Londres | Angleterre       | 31 – 24 | Fidji            | Australie        | Samoa          | Argentine  |
| 2003-2004 | stade de Twickenham, Londres | Angleterre       | 22 – 19 | Nouvelle-Zélande | Afrique du Sud   | France         | Portugal   |
| 2004-2005 | stade de Twickenham, Londres | Afrique du Sud   | 21 – 12 | Angleterre       | Fidji            | Samoa          | Canada     |
| 2005-2006 | stade de Twickenham, Londres | Fidji            | 54 – 14 | Afrique du Sud   | Australie        | Portugal       | Italie     |
| 2006-2007 | stade de Twickenham, Londres | Nouvelle-Zélande | 29 – 7  | Fidji            | Afrique du Sud   | Angleterre     | Kenya      |
| 2007-2008 | stade de Twickenham, Londres | Samoa            | 19 – 14 | Fidji            | Nouvelle-Zélande | Australie      | Espagne    |
| 2008-2009 | stade de Twickenham, Londres | Angleterre       | 26 – 7  | Nouvelle-Zélande | Fidji            | Kenya          | Canada     |
| 2009-2010 | stade de Twickenham, Londres | Australie        | 19 – 14 | Afrique du Sud   | Nouvelle-Zélande | Canada         | Kenya      |
| 2010-2011 | stade de Twickenham, Londres | Afrique du Sud   | 24 – 14 | Fidji            | Samoa            | Écosse         | Angleterre |
| 2011-2012 | stade de Twickenham, Londres | Fidji            | 38 – 15 | Samoa            | Nouvelle-Zélande | Australie      | France     |
| 2012-2013 | stade de Twickenham, Londres | Nouvelle-Zélande | 47 – 12 | Australie        | Fidji            | Pays de Galles | -          |
| 2013-2014 | stade de Twickenham, Londres | Nouvelle-Zélande | 52 – 33 | Australie        | Afrique du Sud   | Canada         | États-Unis |
| 2014-2015 | stade de Twickenham, Londres | États-Unis       | 45 – 22 | Australie        | Nouvelle-Zélande | Kenya          | Japon      |
| 2015-2016 | stade de Twickenham, Londres | Écosse           | 27 – 26 | Afrique du Sud   | Nouvelle-Zélande | Pays de Galles | Kenya      |
| 2016-2017 | stade de Twickenham, Londres | Écosse           | 12 – 7  | Angleterre       | Fidji            | Afrique du Sud | Samoa      |
| 2017-2018 | stade de Twickenham, Londres | Fidji            | 21 – 17 | Afrique du Sud   | Nouvelle-Zélande | Kenya          | Samoa      |
| 2018-2019 | stade de Twickenham, Londres | Fidji            | 43 - 7  | Australie        | Nouvelle-Zélande | Samoa          | Japon      |